# ساتومی هانامورا
ساتومی هانامورا (انگلیسی: Satomi Hanamura; ۳ ژوئیهٔ ۱۹۸۴ – ) بازیگر، و صداپیشگی در ژاپن اهل ژاپن بود.
از فیلم‌ها یا برنامه‌های تلویزیونی که وی در آن نقش داشته‌است می‌توان به نبرد سلطنتی اشاره کرد.